# Centre històric de Poboleda
El Centre històric de Poboleda és un conjunt de Poboleda (Priorat) protegit com a Bé Cultural d'Interès Local.

## Descripció
El nucli de població, de forma allargada, s'articula al voltant de l'església i de dos eixos que pugen gairebé en paral·lel, endreçant el traçat parcel·lari. A l'alçada de la plaça del mercat s'obre u tercer eix.
Les tipologies constructives són força variades. Solen ser cases unifamiliars amb planta baixa, un o dos pisos i golfes, bastides de paredat i amb la coberta a dues aigües de teula àrab.

## Història
Municipi situat al vessant sud del Montsant i travessat pel riu Siurana. El lloc fou donat per Arbert de Castellvell, el 1163, juntament amb altres terres del sector, a favor de Ramon de Vallbona i un grup d'ermitans per la fundació de la cartoixa d'Scala Dei i Poboleda fou una de les primeres residències d'aquest grup. En traslladar-se la comunitat a l'indret definitiu, Poboleda restà com a granja del monestir, i el prior Bernat de Déu concedí la carta de població el 1270 a vuit famílies. Esdevingué una de les viles més importants del Priorat històric però la fil·loxera provocà un fort procés de decadència fins a perdre el 75% de la població.